# كوتر سميث
كوتر سميث (بالإنجليزية: Cotter Smith)‏ هو ممثل أمريكي، ولد في 29 مايو 1949 بواشنطن العاصمة في الولايات المتحدة.

## أعمال

### أفلام
- (2003) إكس 2[4][5][6]

## وصلات خارجية
- كوتر سميث على موقع IMDb (الإنجليزية)
- كوتر سميث على موقع أول موفي (الإنجليزية)
- كوتر سميث على موقع قاعدة بيانات برودواي على الإنترنت (الإنجليزية)
- كوتر سميث على موقع قاعدة بيانات الفيلم (الإنجليزية)